# يوهانا كلير
يوهانا كلير (بالألمانية: Johanna Klier)‏ (و. 1952  م) هي مُدرسة، ومنافسة ألعاب القوى من ألمانيا، وألمانيا الشرقية، ولدت في آرترن، شاركت في ألعاب قوى في الألعاب الأولمبية الصيفية 1980 – سيدات 100 متر حواجز ‏، وألعاب قوى في الألعاب الأولمبية الصيفية 1976 – سيدات 100 متر حواجز ‏.

## جوائز
حصلت على جوائز منها:

وسام الاستحقاق الوطني الفضي

## روابط خارجية
- جوانا شالر على موقع الاتحاد الدولي لألعاب القوى (الإنجليزية)
- جوانا شالر على موقع اللجنة الأولمبية الدولية (الإنجليزية)
- جوانا شالر على موقع أوليمبيديا (الإنجليزية)